# Primera División de Costa Rica 1931
Die Saison 1931 war die 11. Spielzeit der Primera División de Costa Rica, der höchsten costa-ricanischen Fußballliga. Es nahmen fünf Mannschaften teil. Herediano verteidigte den Meistertitel, es ist der 6. in der Vereinsgeschichte.

## Austragungsmodus
- Die fünf teilnehmenden Teams spielten in einer Einfachrunde (Hin- und Rückspiel) im Modus Jeder gegen Jeden den Meister aus.

## Endstand
| Pl.             | Verein           | Sp. | S | U | N | Tore    | Diff. | Punkte |
| --------------- | ---------------- | --- | - | - | - | ------- | ----- | ------ |
| 1.              | CS Herediano (M) | 8   | 4 | 3 | 1 | 017:130 | +4    | 11     |
| 2.              | Orión FC         | 8   | 4 | 1 | 3 | 024:160 | +8    | 09     |
| 3.              | SG Española      | 8   | 3 | 1 | 4 | 015:180 | −3    | 07     |
| 4.              | CS La Libertad   | 8   | 2 | 2 | 4 | 017:210 | −4    | 06     |
| 5.              | LD Alajuelense   | 8   | 3 | 1 | 4 | 014:190 | −5    | 07     |
| Stand: Endstand |                  |     |   |   |   |         |       |        |